# Agastache cana
Espèce
Classification phylogénétique
Agastache cana, l’agastache argentée, la reine-des-bruyères, l'herbe à moustique ou l'hysope sauvage, est une espèce de plantes à fleurs de la famille des Lamiaceae (Labiées), sous-famille des Nepetoideae (Népétoïdées), tribu des Mentheae, genre Agastache, cultivée essentiellement pour l'aspect décoratif de ses magnifiques épis floraux rose mauve, bien qu'elle puisse également être utilisée comme aromate et condiment. Elle est également recherchée comme plante mellifère.
Bien que vivace dans son aire d'extension, sa durée de vie est courte (typiquement annuelle) sous les climats tempérés. De ce fait, on lui préfère souvent l'Agastache foeniculum.
Étymologie : « agastache » vient du grec agatos qui signifie admirable, « cana » signifie argentée en latin.
Elle est originaire d'une zone qui va du Texas au Nouveau-Mexique. Elle pousse sur les montagnes arides entre 1 200 et 2 000 m d'altitude.

## Caractéristiques botaniques
- Plante herbacée vivace dans son aire d'extension, mais durée de vie typiquement annuelle en climat tempéré.
- Tige : vigoureuses touffes dressées (50 cm à 1 m).
- Floraison : Juin à septembre. Petites fleurs tubulaires de 12 à 25 mm de long, disposées en denses épis terminaux de 4 à 8 cm, de couleur rose mauve (pour les sujets sauvages) et exhalant au froissage un parfum d'anis légèrement camphré.
- Graines : Groupements de 4 graines noires de 2 mm de long.
- Feuilles lancéolées, duveteuses, grossièrement dentelées.
- Racines traçantes.

## Principaux cultivars
L'agastache argentée s'hybride très facilement avec les autres espèces d'agastaches. Il est donc prudent de ne pas mélanger les espèces dans le même jardin si l'on veut conserver une souche pure.

## Culture
Agastache cana est une plante vivace sous les climats chauds mais de courte durée de vie (annuelle) sous climat tempéré. Il est recommandé de protéger le pied en cas de fortes gelées.
Elle sait s'adapter à la plupart des types de sols à condition qu'ils soient correctement drainés. Elle préfère une exposition ensoleillée.
Elle est capable de se resemer et, de ce fait, peut devenir envahissante.
Pas de maladies ou de ravageurs.

## Origine et répartition
Agastache cana est originaire  du Texas et du Nouveau-Mexique.

## Utilisation
Aux États-Unis, elle est surtout plantée à titre décoratif ou pour ses vertus mellifères.
Elle possède cependant les mêmes qualités aromatiques que les autres membres du genre Agastache.
Ses feuilles peuvent s'utiliser en infusion ou dans la cuisine. Les fleurs décorent magnifiquement les plats.
Les fleurs séchées se conservent fort bien en bouquets.
Étymologie : « agastache » vient du grec agatos qui signifie admirable. Cana signifie argentée en latin.
Feuillage éloignant les moustiques.

## Synonymes
- Cedronella cana Hook.
- Brittonastrum canum (Hook.) Briq.